# Macaca ochreata
Macaca ochreata là một loài động vật có vú trong họ Cercopithecidae, bộ Linh trưởng. Loài này được Ogilby mô tả năm 1841.